# Wieża ciśnień w Pasłęku
Wieża ciśnień w Pasłęku – wieża wodna znajduje się w Pasłęku przy ulicy Osińskiego. Została zbudowana w 1910 roku według projektu Gustawa George. W 1994 została wpisana do Rejestru Zabytków. Była używana przez Przedsiębiorstwo Usług Wodno-Kanalizacyjnych do 2006, a w 2013 została sprzedana prywatnemu właścicielowi.